# مارکو دی مارکی
مارکو دی مارکی (انگلیسی: Marco De Marchi؛ زادهٔ ۸ سپتامبر ۱۹۶۶) بازیکن فوتبال اهل ایتالیا است.
از باشگاه‌هایی که در آن بازی کرده‌است می‌توان به باشگاه فوتبال یوونتوس، باشگاه فوتبال آ.اس. رم، باشگاه فوتبال بولونیا، باشگاه فوتبال کومو، باشگاه فوتبال ویتس‌آرنهم، و باشگاه فوتبال داندی اشاره کرد.